# 대한민국 민법 제839조의2
대한민국 민법 제839조의2는 재산분할청구권에 대한 민법조문이다.

## 조문
대한민국 민법 제839조의2 (재산분할청구권)

(1) 협의상 이혼한 자의 일방은 다른 일방에게 대하여 재산분할을 청구할 수 있다.

(2) 제1항의 재산분할에 관하여 협의가 되지 아니하거나 협의할 수 없는 때에는 가정법원은 당사자의 청구에 의하여 당사자 쌍방의 협력으로 이룩한 재산의 액수 기타 사정을 참작하여 분할의 액수와 방법을 정한다.

(3) 제1항의 재산분할청구권은 이혼한 날부터 2년을 경과한 때에는 소멸한다. [본조신설 1990.1.13.]

## 사례
- 결혼 20년차 부부가 대기업 간부인 남편의 부정행위로 합의이혼을 한 경우, 남편의 퇴직금이 재산분할의 대상이 되는지 여부에 대해 판례는 “부부 일방이 아직 퇴직하지 아니한 채 직장에 근무하고 있을 경우 그의 퇴직일과 수령할 퇴직금이 확정됐다는 등의 특별한 사정이 없다면, 앞으로 퇴직금을 받을 개연성이 있다는 사정만으로 청산의 대상이 되는 재산에 포함시킬 수 없다. 퇴직금을 받을 개연성이 있다는 사정은 민법 제839조의2 제2항 소정의 재산분할의 액수와 방법을 정하는 데 필요한 ‘기타 사정’으로 참작되면 족하다”고 판시하고 있다.[1]

→ 이혼 소송 당시 받고 있던 퇴직연금 및 장래 받게 될 퇴직금도 재산분할대상이 되는 것으로 판례 변경됨(대법원 2014. 7. 16. 선고 2013므2250 전원합의체 판결, 대법원 2014. 7. 16. 선고 2012므2888 전원합의체 판결 각 참조).
- 박사학위를 소지한 경제학교수로서의 재산취득능력은 민법 제839조의2 제2항 소정의 재산분할의 액수와 방법을 정하는 데 필요한 '기타 사정'으로 참작함으로써 충분하다[2]

## 판례
- 이혼에 따른 재산분할은 혼인 중 쌍방의 협력으로 형성된 공동재산의 청산이라는 성격에 상대방에 대한 부양적 성격이 가미된 제도임에 비추어, 이미 채무초과 상태에 있는 채무자가 이혼을 하면서 배우자에게 재산분할로 일정한 재산을 도함으로써 결과적으로 일반 채권자에 대한 공동담보를 감소시키는 결과로 되어도, 그 재산분할이 민법 839조의2 2항의 규정 취지에 따른 상당한 정도를 벗어나는 과대한 것이라고 인정할 만한 특별한 사정이 없는 한, 사해행위로서 취소되어야 할 것은 아니다[3].
- 이 때 채무자의 재산분할이 상당한지 여부는 민법 제839조의2가 정한 재산분할의 일반원칙에 따라 판단하되, 이혼한 당사자 일방의 이익과 채권자의 이익을 비교·형량하여 그 재산분할이 분할자의 채권자와의 관계에서도 상당한 것인지를 함께 고려하여야 한다[4].
- 이혼하는 부부의 일방이 재산분할의 대상이 되는 채무를 부담하고 있어 총재산가액에서 위 채무액을 공제하면 남는 금액이 없는 경우에는 상대방의 재산분할 청구는 받아들여질 수 없다[5].
- 이혼으로 인한 재산분할이 사해행위가 되기 위한 요건 및 입증책임은 채권자에게 있다[6]
- 재판상 이혼을 청구하는 부부의 일방은 다른 일방에 대하여 민법 제843조, 제839조의2의 규정에 의하여 당사자 쌍방의 협력으로 이룩한 재산의 분할을 청구할 수 있는바, 이 경우 부부 일방의 특유재산은 원칙적으로 분할의 대상이 되지 아니하나 특유재산일지라도 다른 일방이 적극적으로 그 특유재산의 유지에 협력하여 그 감소를 방지하였거나 그 증식에 협력하였다고 인정되는 경우에는 이것도 분할의 대상이 될 수 있고, 또 부부 일방이 혼인중 제3자에게 부담한 채무는 일상가사에 관한 것 이외에는 원칙으로 그 개인의 채무로서 청산의 대상이 되지 않으나 그것이 공동재산의 형성에 수반하여 부담한 채무인 경우에는 청산의 대상이 된다고 보아야 할 것이다.
그리고 이와 같은 재산분할의 방법이나 그 비율 또는 액수는 당사자 쌍방의 협력으로 이룩한 재산의 액수 기타의 사정을 참작하여 법원이 정하면 되는 것이고, 법원은 재산분할을 함에 있어 기타의 사정 중 중요한 것은 이를 명시하여야 할 것이나 그 모두를 개별적, 구체적으로 그리고 일일이 특정하여 설시하여야 하는 것은 아니다.[7]
- 재판상 이혼을 전제로 한 재산분할에 있어 분할의 대상이 되는 재산과 그 액수는 이혼소송의 사실심 변론종결일을 기준으로 하여 정하여야 하는 바, 이혼소송의 사실심 변론종결 당시에 부부 중 일방이 직장에서 일하다가 명예퇴직을 하고 통상의 퇴직금 이외에 별도로 명예퇴직금 명목의 금원을 이미 수령한 경우, 명예퇴직금이 정년까지 계속 근로로 받을 수 있는 수입의 상실이나 새로운 직업을 얻기 위한 비용지출 등에 대한 보상의 성격이 강하다고 하더라도 일정기간 근속을 요건으로 하고 상대방 배우자의 협력이 근속 요건에 기여하였다면, 명예퇴직금은 그 전부를 재산분할의 대상으로 삼을 수 있다고 할 것이다. 다만 법원으로서는 상대방 배우자가 근속 요건에 기여한 정도, 이혼소송 사실심 변론종결일부터 정년까지의 잔여기간 등을 민법 제839조의2 제2항이 정한 재산분할의 액수와 방법을 정하는 데 필요한 기타 사정으로 참작할 수 있다.[8]
- 재산분할시 정신적 손해배상으로서 성질도 포함한다[9]
- 부부의 협력이란 맞벌이는 물론이고, 육아 및 가사노동도 포함된다[10]
- 아직 이혼이 성립되지 않은 상태의 부부가 협의이혼을 전제로 재산분할 협의를 한 경우에는 약정된 대로 협의이혼이 이루어져야 그 효력이 발생하게 되며 만일 약정과 달리 재판상 이혼을 하게 되었다면, ‘조건의 불성취’로서 그 효력이 발생하지 않는다[11]
- 재산분할재판에서 분할대상인지 여부가 전혀 심리된 바 없는 재산이 재판확정 후 추가로 발견된 경우에는 이에 대하여 추가로 재산분할청구를 할 수 있다[12]
- 채무초과의 경우 재산분할 청구는 받아들여질 수 없다[13]
- 사실혼관계에 재산분할에 관한 규정 준용 또는 유추적용할 수 있다[14]
- 재판상의 이혼청구권은 부부의 일신전속의 권리이므로 이혼소송 계속중 배우자의 일방이 사망한 때에는 상속인이 그 절차를 수계할 수 없음은 물론이고, 또 그러한 경우에 검사가 이를 수계할 수 있는 특별한 규정도 없으므로 이혼소송은 종료된다. 이혼소송과 재산분할청구가 병합된 경우, 배우자 일방이 사망하면 이혼의 성립을 전제로 하여 이혼소송에 부대한 재산분할청구 역시 이를 유지할 이익이 상실되어 이혼소송의 종료와 동시에 종료된다.[15]
- 혼인생활 중 쌍방의 협력으로 취득한 부동산에 관하여 부부의 일방이 부담하는 임대차보증금반환채무는 특별한 사정이 없는 한 혼인 중 재산의 형성에 수반한 채무로서 재산분할의 대상이 된다[16].
- 부부의 일방이 실질적으로 혼자서 지배하고 있는 주식회사(이른바 ‘1인 회사’)라고 하더라도 그 회사 소유의 재산을 바로 그 개인의 재산으로 평가하여 재산분할의 대상에 포함시킬 수는 없다. 주식회사와 같은 기업의 재산은 다양한 자산 및 부채 등으로 구성되는 것으로서, 그 회사의 재산에 대하여는 일반적으로 이를 종합적으로 평가한 후에야 1인 주주에 개인적으로 귀속되고 있는 재산가치를 산정할 수 있을 것이다. 따라서 그의 이혼에 있어서 재산분할에 의한 청산을 함에 있어서는 특별한 사정이 없는 한 회사의 개별적인 적극재산의 가치가 그대로 1인 주주의 적극재산으로서 재산분할의 대상이 된다고 할 수 없다.[16].
- 소극재산의 총액이 적극재산의 총액을 초과하여 재산분할을 한 결과가 결국채무의 분담을 정하는 것이 되는 경우에도 법원은 그 청구를 받아들일 수 있다[17]

## 참고 문헌
1. ↑  월요법률상담-이혼 시 퇴직금도 재산분할 청구 대상인가, 경기신문 2013.10.06
2. ↑  98므213
3. ↑  2000. 9. 29. 선고 2000다25569 판결
4. ↑  대법원 1984. 7. 24. 선고 84다카68 판결, 2000. 9. 29. 선고 2000다25569 판결 등 참조
5. ↑  대법원 1997. 9. 26. 선고 97므933 판결 참조
6. ↑  2000다14101
7. ↑  92므501
8. ↑  2009므2628, 2635
9. ↑  2005다73105
10. ↑  대법원 1993. 5. 11. 자 93스6 결정
11. ↑  2000.10.24. 선고 99다33458 판결 / 2003.8.19. 선고 2001다14061 판결
12. ↑  2001다14061
13. ↑  97므933
14. ↑  94므1379, 1386
15. ↑  대법원 1994.10.28. 선고 94므246,94므253 판결 【이혼및재산분할】
16. 1 2  대법원 2011.3.10, 선고, 2010므4699,4705,4712, 판결
17. ↑  대법원 2013. 6. 20. 선고 2010므4071, 4088 전원합의체 판결

## 같이 보기
- 재산분할청구권
- 사해행위취소권
- 채권자취소권
- 특유재산
- 이혼